# Aeroportul Antonio Maceo
Aeroportul Antonio Maceo (IATA: SCU, ICAO: MUCU) este un aeroport din Santiago de Cuba, Santiago de Cuba Province⁠(d), Cuba ce deservește zona Santiago de Cuba. A fost deschis în 1954.
Situat la o altitudine de 75 m, aeroportul dispune de 2 piste.

## Infrastructură

### Piste
Aeroportul dispune de 2 piste. Pista 10/28 are suprafața de asfalt. Pista 01/19 are suprafața de asfalt. 